# Onthophagus pseudovinctus
Onthophagus pseudovinctus es una especie de insecto del género Onthophagus, familia Scarabaeidae, orden Coleoptera.

Fue descrita científicamente por Tagliaferri & Moretto en 2012.